# Manuel Infante
Manuel Infante (Osuna, 29 juillet 1883 – Paris, 21 avril 1958) est un compositeur espagnol, résidant longtemps en France.

## Biographie
Originaire d'Osuna, Manuel Infante étudie le piano et la composition avec Enric Morera et s'installe à Paris en 1909. Pendant son séjour, il présente de nombreux concerts de musique espagnole. Un élément nationaliste espagnol prédomine dans ses propres travaux. 
Sa musique la plus importante a été écrite pour piano et comprend deux suites pour deux pianos. Ses œuvres sont devenues populaires grâce aux performances de son compatriote José Iturbi, à qui beaucoup d’entre elles sont dédiées. Il a notamment composé les Danses andalouses qui rassemblent : Ritmo ; Sentimiento et Gracia.
Manuel Infante est décédé à Paris le 21 avril 1958.